# Companhia de Eletricidade do Amapá Clube
Companhia de Eletricidade do Amapá Clube, mais conhecido como CEA Clube, foi um clube brasileiro de futebol da cidade de Macapá, capital do estado do Amapá. Fundado pela Companhia de Eletricidade do Amapá, por iniciativa de operários envolvidos na construção da Usina Hidrelétrica Coaracy Nunes, em 1 de junho de 1958. Suas cores eram vermelho, preto e branco.
O clube foi campeão do Campeonato Amapaense de 1963. O CEA ficou ativo nas décadas de 1950 e 1960, quando a Companhia de Eletricidade do Amapá resolveu acabar com o clube por contenção de gastos.

## Títulos

### Estaduais
- Campeonato Amapaense: 1963.

| Estaduais            | Estaduais | Estaduais  |
| Competição           | Títulos   | Temporadas |
| -------------------- | --------- | ---------- |
| Campeonato Amapaense | 1         | 1963       |